# Violetta en vivo (banda sonora)
Violetta en vivo es la cuarta banda sonora y primer álbum en vivo de la telenovela argentina Violetta, que contiene las canciones de la gira musical del mismo nombre del álbum y cinco canciones inéditas de la segunda temporada, lanzado en 2013 por Walt Disney Records.

## Antecedentes
Durante la gira musical "Violetta en vivo", realizado entre 2013 y 2014 entre Europa y Latinoamérica, se decidió publicar un álbum ligado a las actuaciones, incluyendo canciones grabadas durante las mismas.
En el mercado latinoamericano aparece el 28 de noviembre de 2013 al final de la representación en estos países. Las canciones fueron grabadas durante las presentaciones en el Teatro Gran Rex de Buenos Aires: en los meses entre julio y septiembre del mismo año. Para elegir la portada del CD, se produjo una votación, el sitio oficial de la red social Facebook argentina de la serie. El disco contiene dos CDs: uno con 25 canciones inéditas (incluyendo 5 de la segunda temporada) y el otro un DVD con 11 canciones, karaoke y en versión para cantar en coro.
Su publicación en las tiendas italianas fue el 25 de marzo de 2014 con las canciones en vivo del concierto en Milán los días 3 y 4 de enero.
El disco compacto fue publicado en México el 14 de febrero de 2014, a mediados de enero en Francia y en Polonia a partir del 4 de febrero. El contenido para México es la misma versión de Argentina. Para la versión de Francia y la de Bélgica, por su parte, contiene 20 canciones en vivo sin los DVD y 5 canciones nuevas. En Polonia, el álbum tiene 16 canciones: 11 del concierto y 5 bonus tracks.

## Lista de canciones

### Edición de Francia y Bélgica
| N.º | Título | Duración |  |
| 1.  | «Hoy somos más» (Elenco de Violetta) | 2:22     |  |
| 2.  | «Tienes el talento» (Elenco de Violetta) | 1:28     |  |
| 3.  | «Euforia» (Elenco de Violetta) | 2:32     |  |
| 4.  | «Habla si puedes» (Martina Stoessel) | 3:24     |  |
| 5.  | «Podemos» (Martina Stoessel y Jorge Blanco)                                                                                                 | 2:47     |  |
| 6.  | «Ahí estaré» (Mercedes Lambre y Facundo Gambandé)                                                                                           | 1:34     |  |
| 7.  | «Are You Ready for the Ride?» (Jorge Blanco, Diego Domínguez, Samuel Nascimento, Facundo Gambandé, Nicolas Garnier y Xabiani Ponce De León) | 2:53     |  |
| 8.  | «Veo veo» (Martina Stoessel, Lodovica Comello, Candelaria Molfese)                                                                          | 2:40     |  |
| 9.  | «Voy por ti» (Jorge Blanco) | 2:30     |  |
| 10. | «Peligrosamente bellas» (Mercedes Lambre y Alba Rico)                                                                                       | 3:08     |  |
| 11. | «Yo soy así» (Diego Domínguez) | 1:56     |  |
| 12. | «Como quieres» (Martina Stoessel) | 2:29     |  |
| 13. | «Junto a ti» (Martina Stoessel, Lodovica Comello e Candelaria Molfese)                                                                      | 3:09     |  |
| 14. | «Te esperaré» (Jorge Blanco) | 0:39     |  |
| 15. | «On Beat» (Elenco de Violetta) | 3:16     |  |
| 16. | «Juntos somos más» (Elenco de Violetta) | 2:53     |  |
| 17. | «En mi mundo» (Martina Stoessel) | 1:30     |  |
| 18. | «Ser mejor» (Elenco de Violetta) | 3:29     |  |
| 19. | «Te creo» (Martina Stoessel) | 2:49     |  |
| 20. | «En mi mundo» (Martina Stoessel) | 4:34     |  |

### Edición de Latinoamérica
CD
| N.º | Título | Duración |  |
| 21. | «Soy mi mejor momento» (Martina Stoessel)                                                                 | 3:57     |  |
| 22. | «Ven con nosotros» (Jorge Blanco, Samuel Nascimento, Facundo Gambandé, Diego Domínguez y Nicolas Garnier) | 3:10     |  |
| 23. | «A los cuatro vientos» (Martina Stoessel y Rock Bones)                                                    | 3:03     |  |
| 24. | «Te fazer feliz» (Samuel Nascimento)                                                                      | 2:44     |  |
| 25. | «Esto no puede terminar» (Elenco de Violetta)                                                             | 3:16     |  |

DVD
| N.º | Título                                                              | Duración |  |
| 1.  | «Ser mejor» (Elenco de Violetta)                                    | 3:29     |  |
| 2.  | «Veo veo» (Lodovica Comello, Candelaria Molfese y Martina Stoessel) | 3:40     |  |
| 3.  | «Hoy somos más» (Martina Stoessel)                                  | 2:22     |  |
| 4.  | «Como quieres» (Martina Stoessel)                                   | 2:29     |  |
| 5.  | «Peligrosamente bellas» (Mercedes Lambre y Alba Rico)               | 3:08     |  |
| 6.  | «Euforia» (Elenco de Violetta)                                      | 2:32     |  |
| 7.  | «On Beat» (Elenco de Violetta)                                      | 3:16     |  |
| 8.  | «Nuestro camino» (Martina Stoessel y Jorge Blanco)                  | 3:30     |  |
| 9.  | «Soy mi mejor momento» (Martina Stoessel)                           | 3:53     |  |
| 10. | «Si es por amor» (Martina Stoessel y Mercedes Lambre)               | 3:03     |  |
| 11. | «Esto no puede terminar» (Elenco de Violetta)                       | 3:16     |  |

### Edición Polonia
| N.º | Título | Duración |  |
| 1.  | «Hoy somos más» | 2:22     |  |
| 2.  | «Euforia» (Elenco de Violetta) | 2:32     |  |
| 3.  | «Ahí estaré» (Mercedes Lambre y Facundo Gambandé)                                                                                           | 1:34     |  |
| 4.  | «Habla si puedes» (Martina Stoessel) | 3:24     |  |
| 5.  | «Podemos» (Martina Stoessel y Jorge Blanco)                                                                                                 | 2:47     |  |
| 6.  | «Como quieres» (Martina Stoessel) | 2:29     |  |
| 7.  | «Are You Ready for the Ride?» (Jorge Blanco, Diego Domínguez, Samuel Nascimento, Facundo Gambandé, Nicolas Garnier y Xabiani Ponce De León) | 2:53     |  |
| 8.  | «Voy por ti» (Jorge Blanco) | 2:30     |  |
| 9.  | «On Beat» (Elenco de Violetta) | 3:16     |  |
| 10. | «Te esperaré» (Jorge Blanco) | 0:39     |  |
| 11. | «En mi mundo» (Martina Stoessel) | 4:34     |  |
| 12. | «Soy mi mejor momento» (Martina Stoessel)                                                                                                   | 3:57     |  |
| 13. | «Ven con nosotros» (Jorge Blanco, Samuel Nascimento, Facundo Gambandé, Diego Domínguez y Nicolas Garnier)                                   | 3:10     |  |
| 14. | «A los cuatro vientos» (Martina Stoessel y Rock Bones)                                                                                      | 3:03     |  |
| 15. | «Te fazer feliz» (Samuel Nascimento) | 2:44     |  |
| 16. | «Esto no puede terminar» (Elenco de Violetta)                                                                                               | 3:16     |  |

### Edición de Italia
| N.º | Título | Duración |  |
| 1.  | «Hoy somos más» (Elenco de Violetta) | 2:20     |  |
| 2.  | «Tienes el talento» (Elenco de Violetta) | 1:28     |  |
| 3.  | «Euforia» (Elenco de Violetta) | 2:43     |  |
| 4.  | «Habla si puedes» (Martina Stoessel) | 3:19     |  |
| 5.  | «Podemos» (Martina Stoessel y Jorge Blanco)                                                                                                 | 3:50     |  |
| 6.  | «Ahí estaré» (Mercedes Lambre y Facundo Gambandé)                                                                                           | 2:05     |  |
| 7.  | «Are You Ready for the Ride?» (Jorge Blanco, Diego Domínguez, Samuel Nascimento, Facundo Gambandé, Nicolas Garnier y Xabiani Ponce De León) | 3:08     |  |
| 8.  | «Alcancemos las estrellas» (Martina Stoessel, Mercedes Lambre, Lodovica Comello, Candelaria Molfese, Alba Rico Navarro)                     | 3:33     |  |
| 9.  | «Voy por ti (Acústico)» (Diego Domínguez)                                                                                                   | 0:45     |  |
| 10. | «Voy por ti» (Jorge Blanco) | 2:33     |  |
| 11. | «Nuestro camino» (Martina Stoessel y Jorge Blanco)                                                                                          | 3:14     |  |
| 12. | «Veo veo» (Martina Stoessel, Lodovica Comello, Candelaria Molfese)                                                                          | 3:35     |  |
| 13. | «Luz, cámara, acción» (Ruggero Pasquarelli)                                                                                                 | 2:53     |  |
| 14. | «Entre dos mundos» (Jorge Blanco) | 2:30     |  |
| 15. | «Peligrosamente bellas» (Mercedes Lambre, Alba Rico)                                                                                        | 3:08     |  |
| 16. | «Yo soy así» (Diego Domínguez) | 2:06     |  |
| 17. | «Como quieres» (Martina Stoessel) | 2:53     |  |
| 18. | «Vieni e canta» (Lodovica Comello, Ruggero Pasquarelli)                                                                                     | 2:45     |  |
| 19. | «Junto a ti» (Martina Stoessel, Lodovica Comello, Candelaria Molfese)                                                                       | 3:02     |  |
| 20. | «Te esperaré» (Jorge Blanco) | 3:05     |  |
| 21. | «On Beat» (Elenco de Violetta) |          |  |
| 22. | «Juntos somos más» (Elenco de Violetta) | 3:03     |  |
| 23. | «Nel mio mondo» (Martina Stoessel) | 2:23     |  |
| 24. | «Ser mejor» (Elenco de Violetta) | 4:23     |  |
| 25. | «Ser mejor» (Elenco de Violetta) | 2:02     |  |
| 26. | «Te creo» (Martina Stoessel) | 3:19     |  |
| 27. | «Nel mio mondo» (Martina Stoessel) | 5:21     |  |

## Éxito comercial
El álbum en vivo debutó en la primera semana de lanzamiento en la primera posición de FIMI, así como en las 5 semanas siguientes. También quedó en primer lugar en la clasificación de Polonia y logra un buen éxito, incluso en el país de origen.
En Francia, el disco debutó en el noveno puesto, y luego llegó al cuarto lugar en la tercera semana de su publicación; después de quince semanas permanece en la clasificación. En Valonia, alcanza su más alta posición número 60 y en Flandes, después de cinco semanas después de su lanzamiento en el mercado, el número 13.

## Clasificaciones
| Clasificación (2014) | Máxima posición |
| -------------------- | --------------- |
| Italia               | 1               |
| Polonia              | 1               |
| Francia              | 4               |
| Bélgica (Valonia)    | 13              |
| Bélgica (Flandes)    | 60              |

## Fecha de publicación
| País      | Fecha                   | Formato              |
| --------- | ----------------------- | -------------------- |
| Argentina | 28 de noviembre de 2013 | CD, descarga digital |
| Chile     | 28 de noviembre de 2013 | CD, descarga digital |
| Colombia  | 28 de noviembre de 2013 | CD, descarga digital |
| Guatemala | 28 de noviembre de 2013 | CD, descarga digital |
| Honduras  | 28 de noviembre de 2013 | CD, descarga digital |
| Perú      | 28 de noviembre de 2013 | CD, descarga digital |
| Venezuela | 28 de noviembre de 2013 | CD, descarga digital |
| Uruguay   | 28 de noviembre de 2013 | CD, descarga digital |
| Francia   | 13 de enero de 2014     | CD, descarga digital |
| Polonia   | 4 de febrero de 2014    | CD, descarga digital |
| México    | 14 de febrero de 2014   | CD, descarga digital |
| Brasil    | 6 de marzo de 2014      | CD, descarga digital |
| Italia    | 25 de marzo de 2014     | CD, descarga digital |
| Portugal  | 4 de febrero de 2015    | CD, descarga digital |